# Bătălia de la râul Yalu (1904)
Bătălia de pe râul Yalu (râul Amnok) a durat între 30 aprilie și 1 mai 1904 și a fost prima bătălie terestră majoră din timpul războiului ruso-japonez. Părțile beligerante s-au luptat lângă Wiju (astăzi satul modern Sinuiju, Coreea de Nord) pe cursul inferior al râului Yalu, la granița dintre Coreea și China.

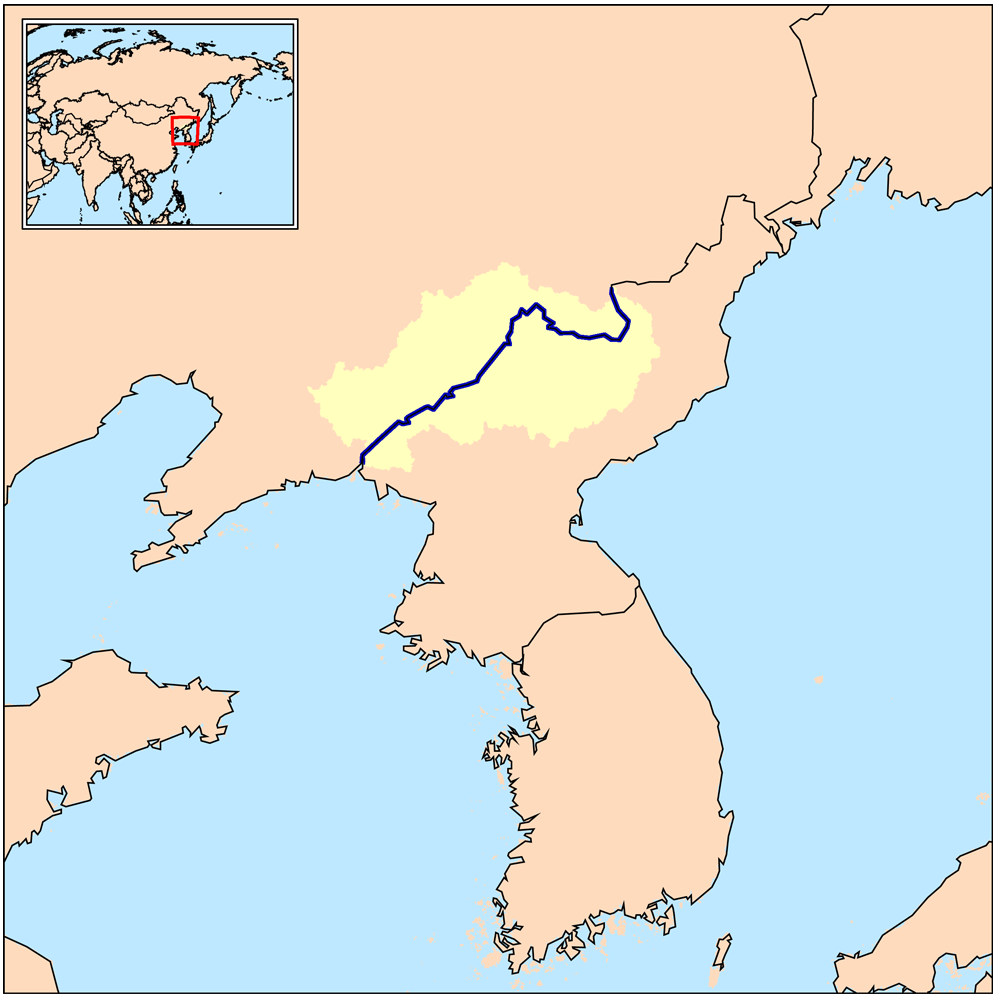
Harta râului Yalu

Bătălia de pe râul Yalu s-a încheiat cu victoria Japoniei. A fost prima campanie terestră majoră a războiului ruso-japonez. Înfrângerea Detașamentului de Est rus a înlăturat percepția că japonezii vor fi un inamic ușor, că războiul va fi scurt și că Rusia va obține o victorie copleșitoare.

## Situația forțelor rusești

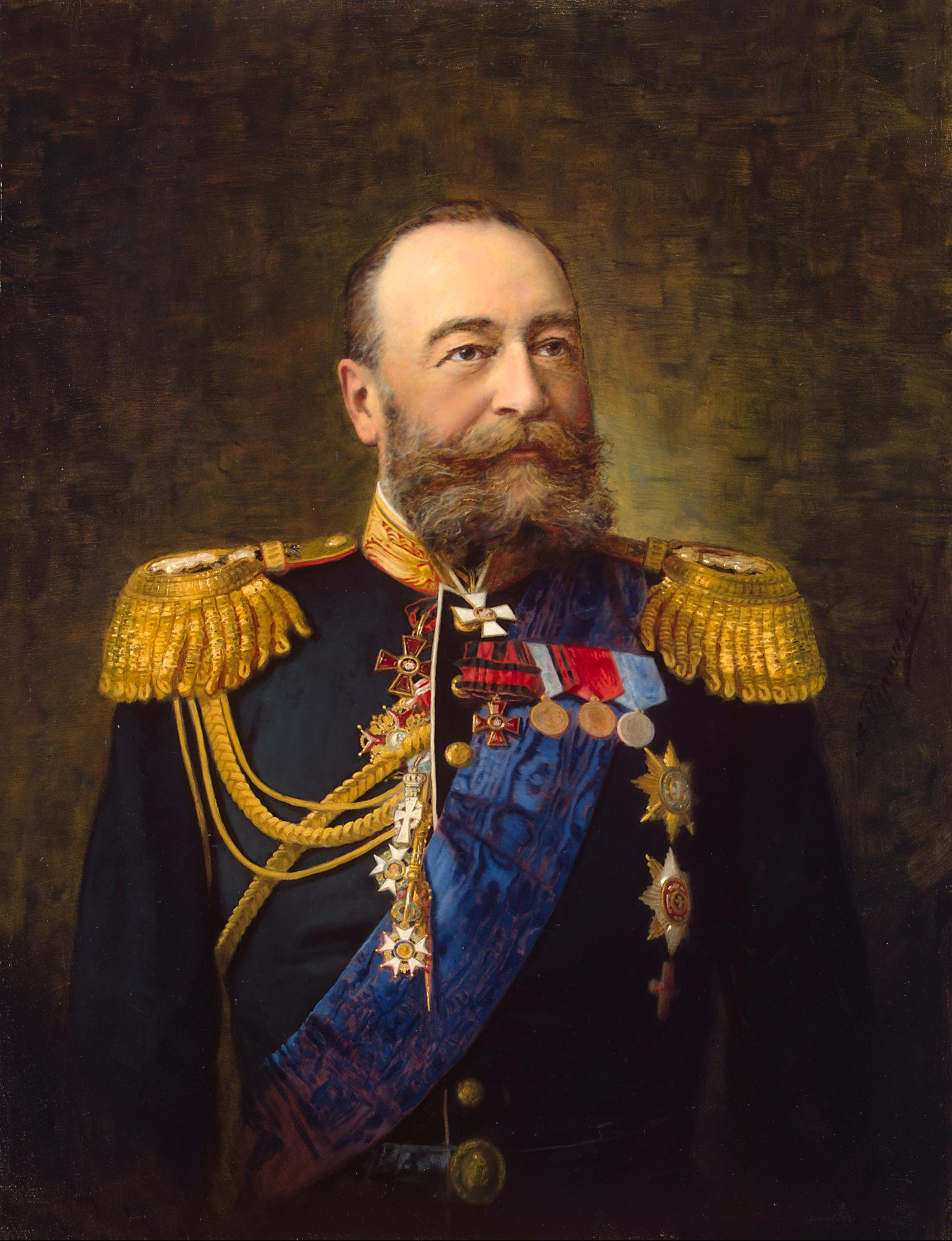
Yevgeni Alekseyev, viceregele Rusiei din Orientul Îndepărtat

Comandantul Armatei Imperiale Ruse din Orientul Îndepărtat, generalul Alexei Kuropatkin, a urmat o strategie de stagnare în timp ce aștepta suficiente întăriri pentru a ajunge pe front prin calea ferată transsiberiană încă neterminată în acea zonă cu o singură cale ferată, pentru se lansa în ofensivă. El a estimat că ar dura cel puțin 6 luni să adune forțele până la nivelul adecvat. Viceregele Orientului Îndepărtat al Rusiei, Yevgeni Alekseyev, îi dăduse generalului Kuropatkin ordine stricte să nu împiedice progresul japonez spre nord prin Coreea, ci să mențină trupele de-a lungul liniei râului Yalu pentru a împiedica japonezii să treacă din Coreea în Manciuria.
La 22 aprilie 1904, Kuropatkin a desfășurat „Detașamentul de Est” sub comanda generalului locotenent Mihail Zasulich cu 16.000 de infanteriști, 5.000 soldați din cavalerie și aproximativ 62 de piese de artilerie pentru a lupta prin acțiuni de întârziere statică pe malul de nord al râului. Cu toate acestea, forța lui Zasulich a fost răspândită fragmentar pe un front de 170 de mile, în timp ce armata imperială japoneză își putea concentra eforturile în orice punct la alegerea ei. Generalul Zasulich nu îi stima foarte mult pe japonezi. Majoritatea forțelor ruse au fost dislocate lângă Wiju, blocând drumul principal din Coreea până în Manciuria. Mici detașamente păzeau malul pe cursul superior și inferior al râului.

## Situația forțelor japoneze

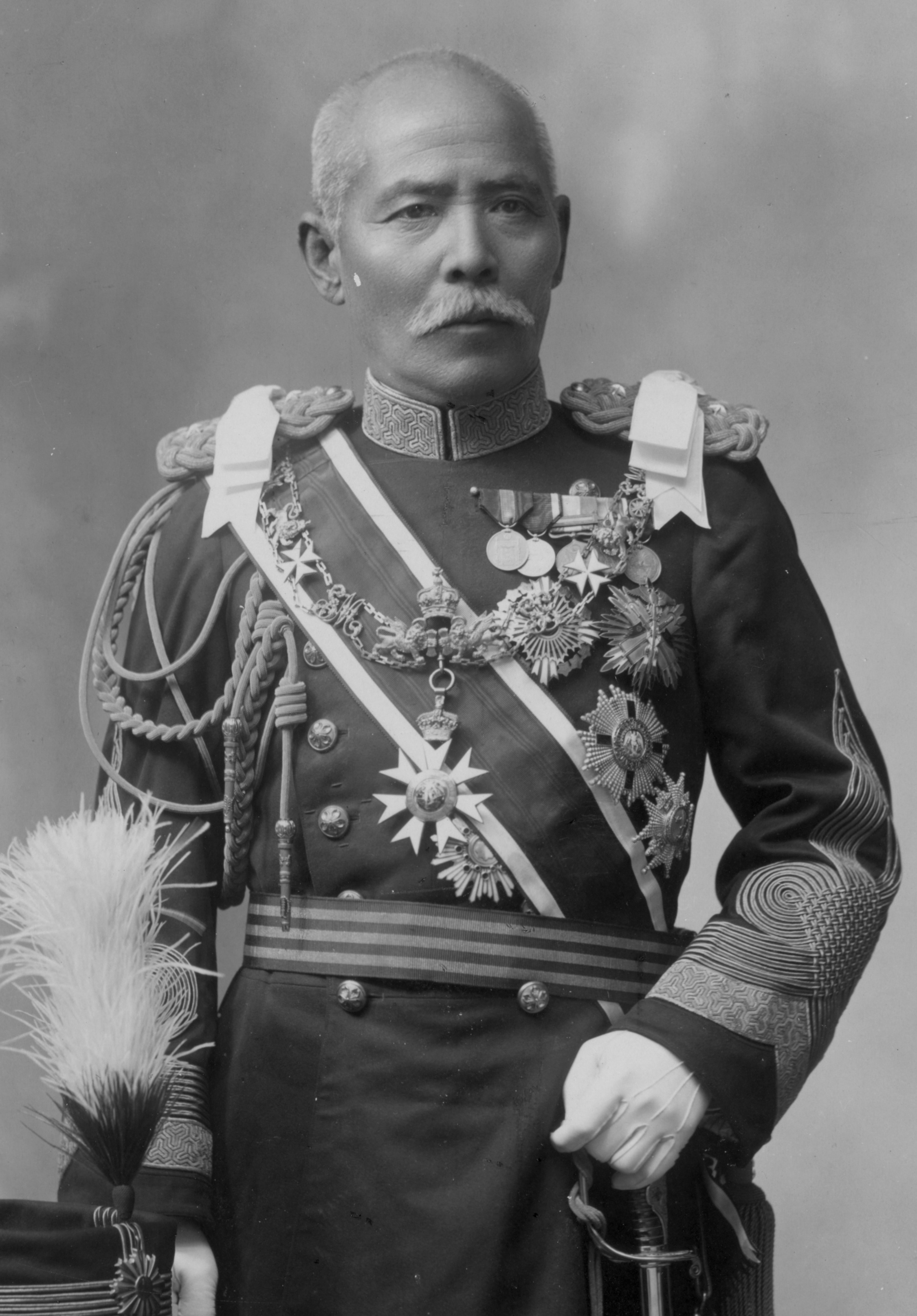
Generalul, contele Kuroki Tamemoto

După succesul Marinei Imperiale Japoneze la Bătălia din Golful Chemulpo din 9 februarie 1904, calea era liberă pentru Armata Imperială Japoneză de a desfășura Diviziile a 2-a, a 12-a și de gardă ale Armatei 1 japoneze, comandate de maiorul- Generalul baron Tamemoto Kuroki în Coreea. Puterea totală a forței japoneze a fost de aproximativ 42.500 de oameni. Armata 1 japoneză a înaintat rapid spre nord de Chemulpo (astăzi Incheon), cu unități avansate care au intrat în Phenian la 21 februarie 1904 și în Anju până la 18 martie 1904. Învățând lecțiile de logistică și transport din Primul Război Sino-Japonez, armata japoneză a angajat aproximativ 10.000 de muncitorii locali cu salarii mult peste normele locale și plăteau, de asemenea, pentru orice mâncare și provizii procurate la nivel local. Acest lucru a contrasta foarte mult cu comportamentul trupelor ruse anterior în Coreea de Nord.

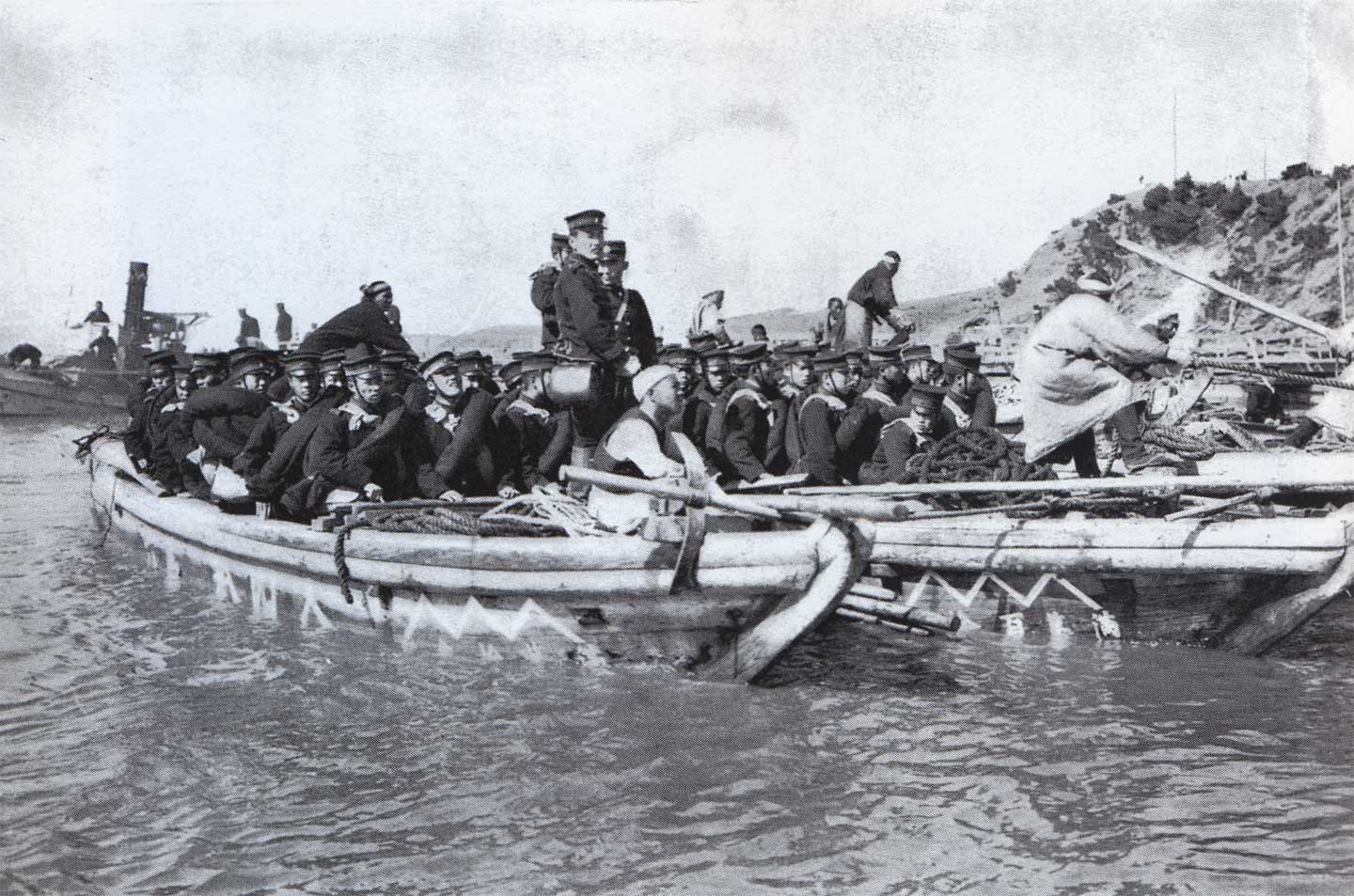
Trupe japoneze debarcând în Nampo

Prin ocuparea portului Chinampo (astăzi Nampo, Coreea de Nord) de la gura râului Taedong, în afara Phenianului, odată cu dezghețul de primăvară, japonezii au reușit să debarce componentele rămase ale Armatei 1 până pe 29 martie.
Până la 21 aprilie 1904, Armata 1 japoneză a fost concentrată și ascunsă la sud de Wiju. Japonezii se aflau în aceleași poziții pe malul sudic al râului Yalu în care se aflau în august 1894. Japonezii cunoșteau locațiile exacte ale desfășurării rușilor din informațiile furnizați de către cercetași avansați deghizați în pescari coreeni, rușii nu făceau niciun efort să ascunde pozițiile lor. Până la 23 aprilie, japonezii cunoșteau aspectul liniei de tranșee rusești și detaliile pozițiilor defensive din jurul zonei localității Antung. Informațiile au fost atât de eficiente încât estimarea japoneză a forței trupelor ruse a fost depășită doar cu 1000 de oameni, iar estimarea tunurilor a fost cu doar două mai puțin decât numărul real. Japonezii au făcut toate eforturile pentru a-și păstra pozițiile ascunse. S-au folosit ecranarea cu copaci, lanuri de mei și tufișuri pentru a ascunde activitatea, drumurile, artileria și alte echipamente.

## Preludiul bătăliei
Preludiul acțiunii majore a avut loc la ora 21:45 în noaptea de 25 aprilie 1904, când două batalioane ale Diviziei a 2-a japoneze au ocupat fără opoziție două insule de pe râul Yalu. După întăriri care au sosit la ora 04.00 la 26 aprilie prin unitățile din Divizia de Gardă și un scurt foc de luptă, postul de observare rusesc s-a retras pe principalele linii rusești de pe țărmul de nord al râului.

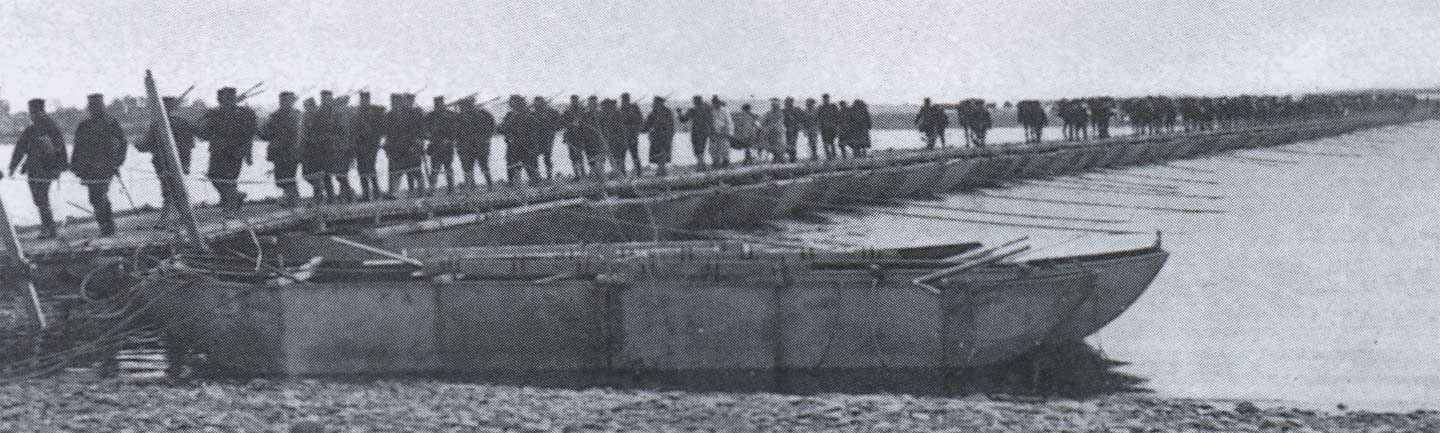
Trupe japoneze trecând râul Yalu pe un pod de pontoane (1 ianuarie 1904)

Inginerii japonezi au stabilit că ar fi necesare zece poduri de 1.490 m pe râu pentru ca trupele să treacă rapid. O treime dintre acestea erau pontoane prefabricate din oțel, care cântăreau 100 de livre fiecare. Restul au fost făcute din resurse locale. Având în vedere pozițiile rusești, japonezii au început să construiască un dig rutier peste râul Yalu, care devenit imediat ținta a două tunuri rusești. Cu rușii atât de implicați, japonezii au pregătit alte nouă poduri care puteau să fie mutate rapid în poziție pentru un asalt rapid peste râu în alte locuri.
Odată ce insulele din mijlocul râului au fost asigurate, generalul Kuroki a ordonat o un atac simulat pe cursul inferior al râului Yalu, când cannonierele japoneze au atacat detașamentele de cazaci la gura râului. Acest lucru l-a convins pe generalul Zasulich că principalul atac japonez va cădea în vecinătatea orașului Antung și și-a concentrat forțele acolo.
Kuroki a reușit astfel să facă manevre împotriva părții stângi ruse slabe și a desfășurat Divizia a 12-a și Divizia de gardă peste râul Yalu, într-un punct potrivit. Rușii au observat aceste mișcări cu teamă, iar generalul Kashtalinsky l-a informat pe generalul Zasulich, că japonezii sunt pe cale să asalteze poziția rușilor în forță și poziția sa riscă să fie flancată. Zasulich a ales să ignore rapoartele, crezând că atacul a fost doar o simulare și a trimis un singur batalion cu patru tunuri. Zasulitch a rămas convins că principalul atac japonez va veni la Antung și și-a păstrat forța principală, precum și rezervele în acel loc.

## Bătălia principală
Atacul principal japonez a început în primele ore ale dimineții din 27 aprilie 1904. Până la ora 03.00, majoritatea Diviziei a 12-a traversase râul și înainta în trei coloane. În timp ce Divizia a 12-a japoneză înainta pe dreapta, Divizia de Gardă se deplasa pe poziție în centru. Până la ora 04:00, artileria Diviziei de Gardă se afla în raza de acțiune a liniilor rusești expuse. Armată I japoneză și-a continuat înaintarea în trei direcții și a traversat râul Yalu până la miezul nopții de 29 aprilie 1904, întâmpinând foarte puțină opoziție. Vizibilitatea limitată din cauza ceții a mascat mișcările japoneze de observatorii rusă. Când ceața s-a ridicat în sfârșit pe la ora 05:00, artileria japoneză a deschis focul asupra formațiunilor rusești.
Divizia a 2-a a luat poziție în centru, înaintând pe drumurile recent amenajate, care duceau din orașul Wiju și prinzând astfel pe ruși într-un clește în cătunul Chuliengcheng, pe malul manciurian al râului Yalu, opus de Wiju. Până în anul 1000, rușii erau în plină retragere, japonezii încercau să le taie retragerea spre Fenghuangcheng, la nord.
Japonezii aveau un număr de obuziere de 4,7 țoli, fabricate la comandă de Krupp, pe care le foloseau cu efect devastator asupra rușilor expuși. 

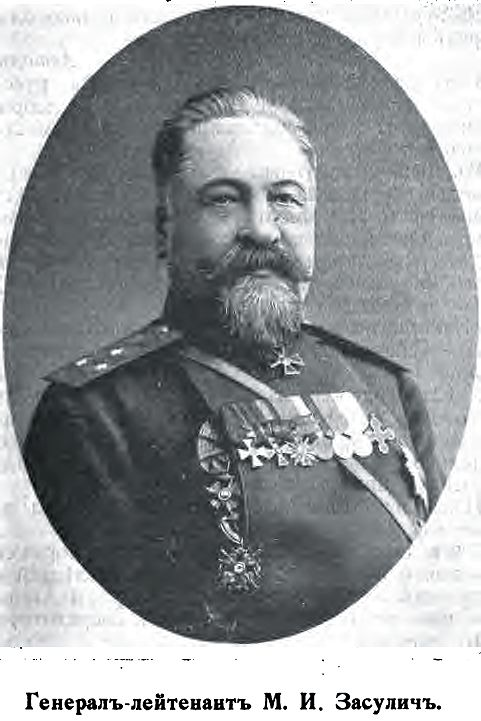
Mikhail Ivanovich Zasulich

Având în vedere aceste evoluții, generalul Zasulitch a fost puternic îndemnat de personalul său să se retragă într-o poziție mai ușor de apărat. Cu toate acestea, generalul a refuzat cu încăpățânare să cedeze, trimițând chiar o telegramă țarului Nicolae al II-lea la Sankt Petersburg, informându-l că victoria era în curând sigură. 
El a ignorat ordinele de retragere treptată ale generalului Kuropatkin (după cum a confirmat șeful de stat major al lui Kuropatkin, generalul V.V. Sakarov).
Generalul Kuroki plănuise să continue înaintarea Diviziei a 12-a pentru a învălui aripa stângă rusă. Cu toate acestea, acum că artileria inamică a fost neutralizată, el a decis să angajeze Gărzile și Divizia a 2-a într-un asalt simultan. În acest moment, japonezii au întâlnit prima rezistență serioasă din partea liniilor ruse. Înaintarea Diviziei a 2-a a fost întreruptă pentru un timp și dacă artileria rusă ar fi supraviețuit, rezultatul ar fi putut fi diferit. Rușii au fost alungați din tranșee cu pierderi grele, iar supraviețuitorii s-au retras pe vârfurile dealurilor, poziție la care consilierii lui Zasulitch îi încurajaseră fără succes să se ducă mai devreme. În timpul retragerii, elementele Regimentului 12 de pușcași din Siberia de Est au întreprins un contraatac, care a fost împrăștiat și a deschis în continuare rupturi în liniile rusești.
Poziția rusă a devenit acum complet de nesusținut, iar formațiunile rămase erau acum în pericol de a fi încercuite. Generalului Zasulich i s-a ordonat să se retragă. Regimentul 11 de pușcași din Siberia de Est, care acoperea retragerea, a fost întrerupt de japonezi și a suferit pierderi mari în timpul retragerii sale către celelalte forțe ruse. La apariția Diviziei a 12-a japoneze, flancul stâng rus a intrat în panică și s-a prăbușit.
La 17:30, la 1 mai 1904, rămășițele Detașamentului de Est rus fie s-au predat, fie au evadat spre Fenghuangcheng la nord, iar Bătălia pentru râul Yalu a luat sfârșit.

## Rezultat
Bătălia de pe râul Yalu s-a încheiat cu victorie pentru Japonia. Lupta i-a costat pe japonezi 1.036 de morți și răniți din efectivul total al Armatei 1 de 42.500. Detașamentul de Est rus a suferit în total aproximativ 2.700 de victime, inclusiv aproximativ 500 de morți, 1.000 de răniți, 600 de prizonieri și pierderea a 21 din 24 de tunuri.